# LHB 9G/10G
LHB 9G/10G – dwie serie podwójnie przegubowych wagonów tramwajowych, wyprodukowanych w latach 1979–1981 w zakładach Linke-Hofmann-Busch dla amsterdamskiego systemu tramwajowego. Ogółem wyprodukowano 25 egzemplarzy tramwaju 9G i 12 tramwaju 10G. Przez miłośników transportu tramwajowego nazywane są potocznie „Blokkendoos”. W 2009 r. część tramwajów sprzedano do stolicy Bośni i Hercegowiny, Sarajewa.

## Konstrukcja
9G/10G to trójczłonowe, wysokopodłogowe, jednokierunkowe, silnikowe wagony tramwajowe. Nadwozie zamontowane jest na czterech dwuosiowych wózkach. Z prawej strony nadwozia umieszczono pięcioro dwuczęściowych drzwi odskokowych. Każda z osi skrajnych wózków napędzana jest silnikiem o mocy 53 kW, natomiast osie w dwóch środkowych wózkach są toczne. Na przedzie tramwaju zamontowano pojedynczy reflektor oraz kierunkowskazy. Nad przednią szybą umiejscowiono kasetę na numer linii, kolor linii oraz tablicę kierunkową. Oporniki układu rozruchowego i hamulcowego znajdują się pod podłogą przedziału pasażerskiego; ciepło wydzielające się na opornikach podczas procesu hamowania przepływało w porze zimowej do grzejników, a w porze zimowej poprzez wywietrzniki na zewnątrz tramwaju. Prąd pobierany jest z przewodów trakcyjnych za pomocą odbieraka prądu typu wiedeńskiego. Wewnątrz przedziału pasażerskiego rozmieszczono siedzenia w układzie 2+1.

## Dostawy
| Państwo        | Miasto         | Typ            | Lata dostaw    | Liczba | Numery taborowe |             |
| -------------- | -------------- | -------------- | -------------- | ------ | --------------- | ----------- |
| Holandia       | Amsterdam      | 9G             | 1979–1980      | 25     | 780–804         | [ 1 ] [ 3 ] |
| Holandia       | Amsterdam      | 10G            | 1980–1981      | 12     | 805–816         | [ 2 ] [ 4 ] |
| Łączna liczba: | Łączna liczba: | Łączna liczba: | Łączna liczba: | 37     |                 |             |